# كيب (حيوان)

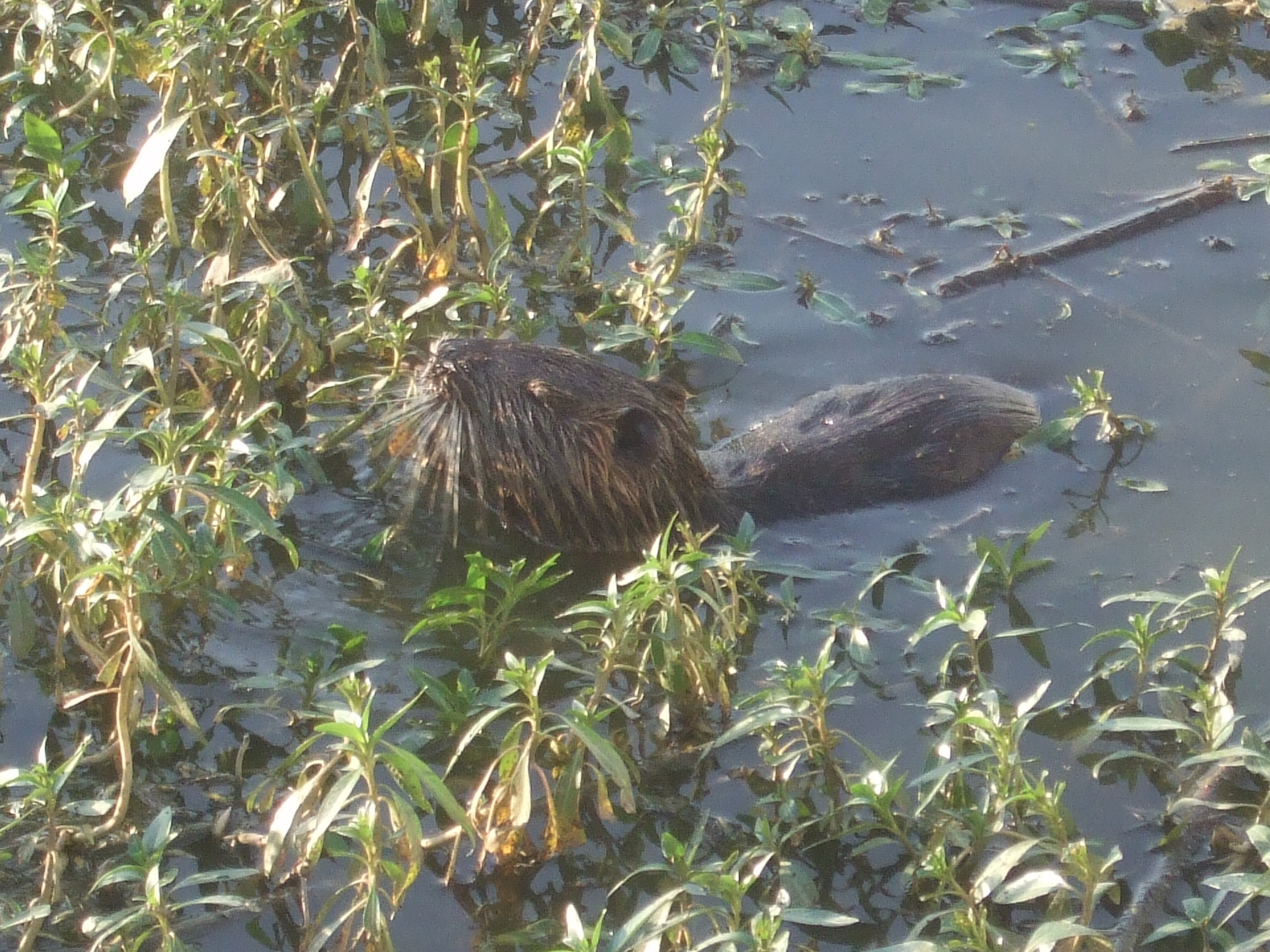
وجود الكيب مُوَثّق في بحيرة الحولة

يعد الكَيْب أو راغوندين (أحد أشكال Mapudungun، الكويبو)، (Myocastor coypus)، والذي يشتهر كذلك باسم فأر النهر، ونيوتريا، عبارة عن قارض يقتات على الأعشاب، شبه مائي، وهو العضو الوحيد في العائلة Myocastoridae. وهذا القارض، والذي مقره الأصلي في أمريكا الجنوبية الاستوائية والمعتدلة، انتقل إلى أمريكا الشمالية وأوروبا وآسيا وأفريقيا، بشكل رئيسي من خلال مربي الماشية من أجل إنتاج الفراء. ورغم أنه ما زالت له قيمة كبيرة بسبب الفراء في بعض المناطق، إلا أن سلوكيات التغذية والنقب المدمرة له تجعل هذا النوع الغازي آفة في أغلبها.
وهناك اسمان شائعان باللغة الإنجليزية تشيران إلى Myocastor coypus. ويستخدم الاسم «نيوتريا» (أو المشتقات المحلية مثل «نيوتريا- أو فأر نيوتريا») في أمريكا الشمالية وآسيا، ورغم ذلك، فإن كلمة «نيوتريا» في الدول التي تتحدث الإسبانية تشير إلى ثعلب الماء. ولتجنب هذا الالتباس، فإن الاسم «كويبو» (المشتق من لغة مابودونجان) يستخدم في أمريكا اللاتينية وأوروبا. وفي فرنسا، يعرف الكويبو باسم الراجوندين (ragondin). وباللغة الألمانية، تعرف باسم beverrat (السمور). وفي إيطاليا، بدلاً من ذلك، فإن الاسم الشهير، كما هو الحال في أمريكا الشمالية وآسيا، هو «نيوتريا»، إلا أنه يطلق عليه كذلك اسم كاستورينو (castorino) («السمور الصغير»)، ويطلق نفس هذا الاسم على الفراء المأخوذ منه في إيطاليا.
ويعيش حيوان الكويبو في الجحور المجاورة للمساحات المائية. وهي تتغذى على النباتات المائية، وهي تغتذي على سيقان النباتات مما يؤدي إلى إهدار 90% من مواد النباتات (من النباتات عند التغذية).

## معرض صور

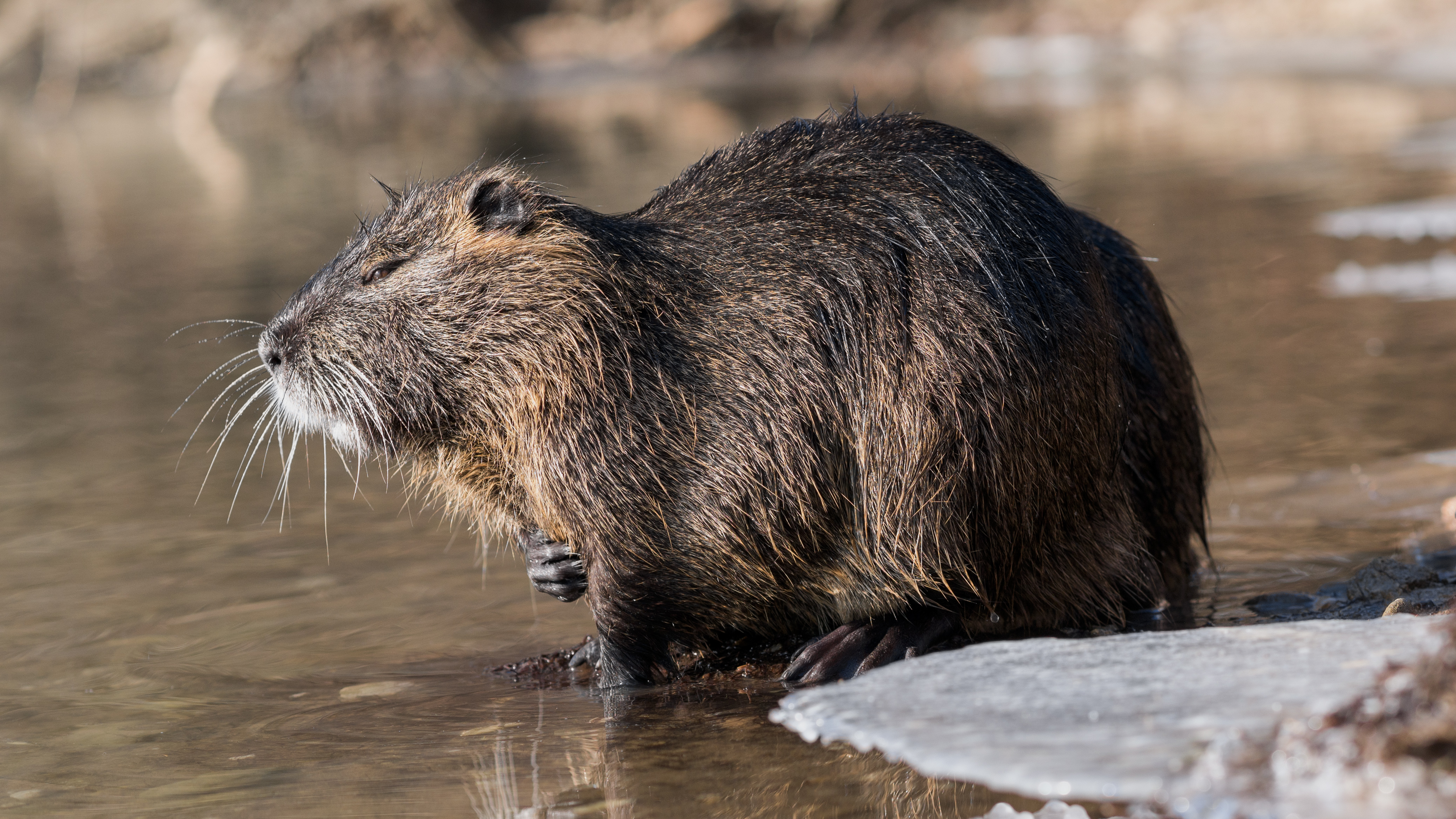
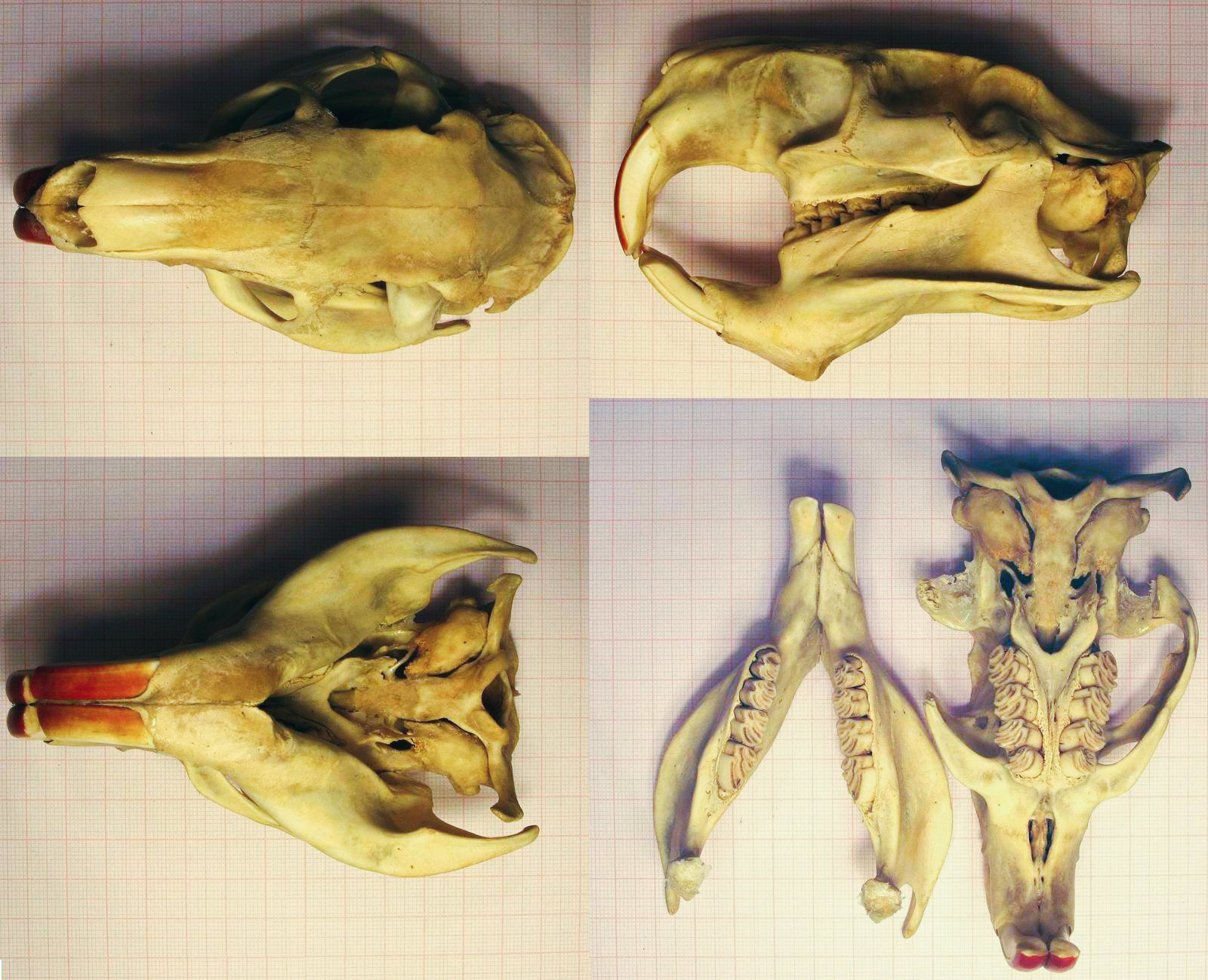
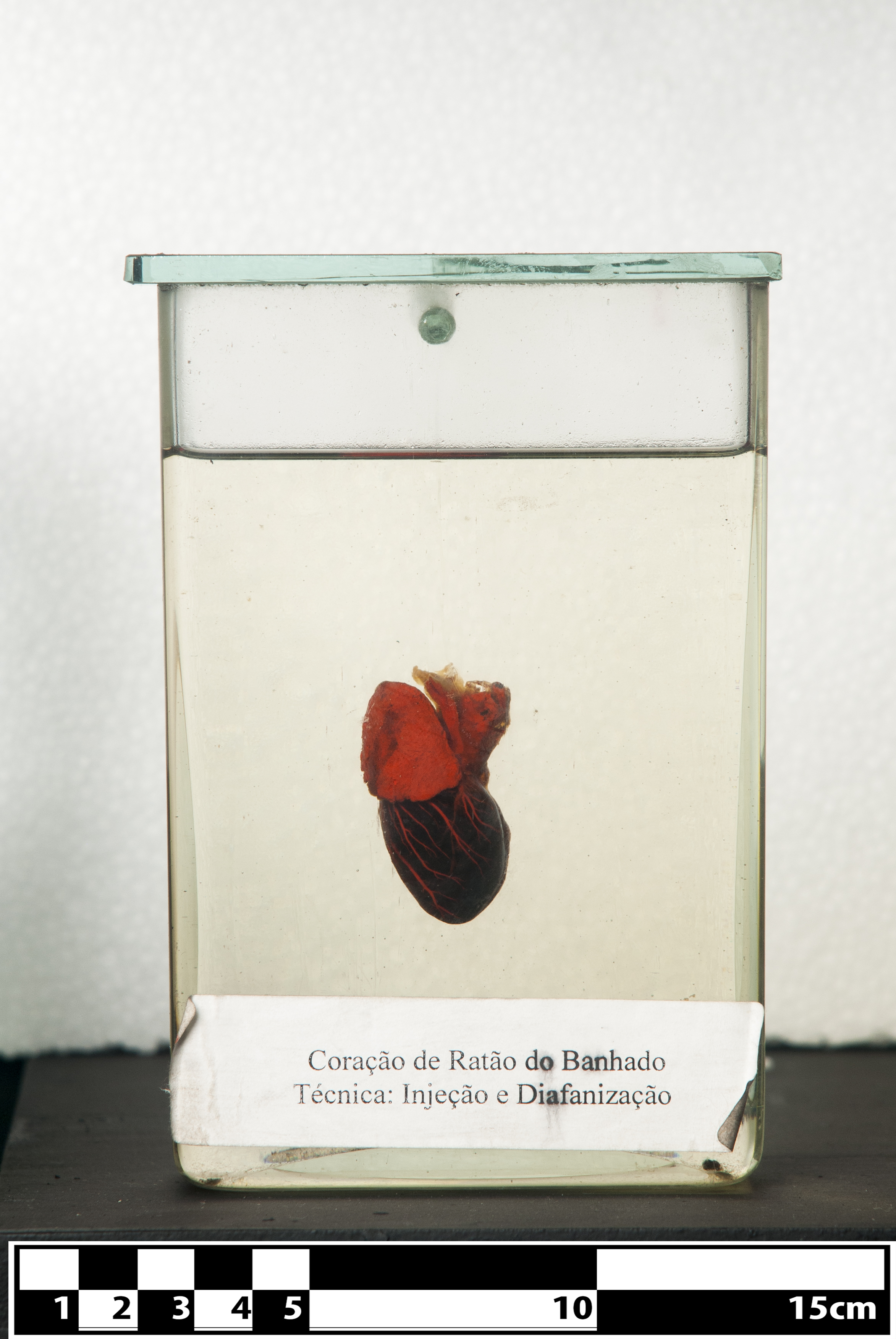
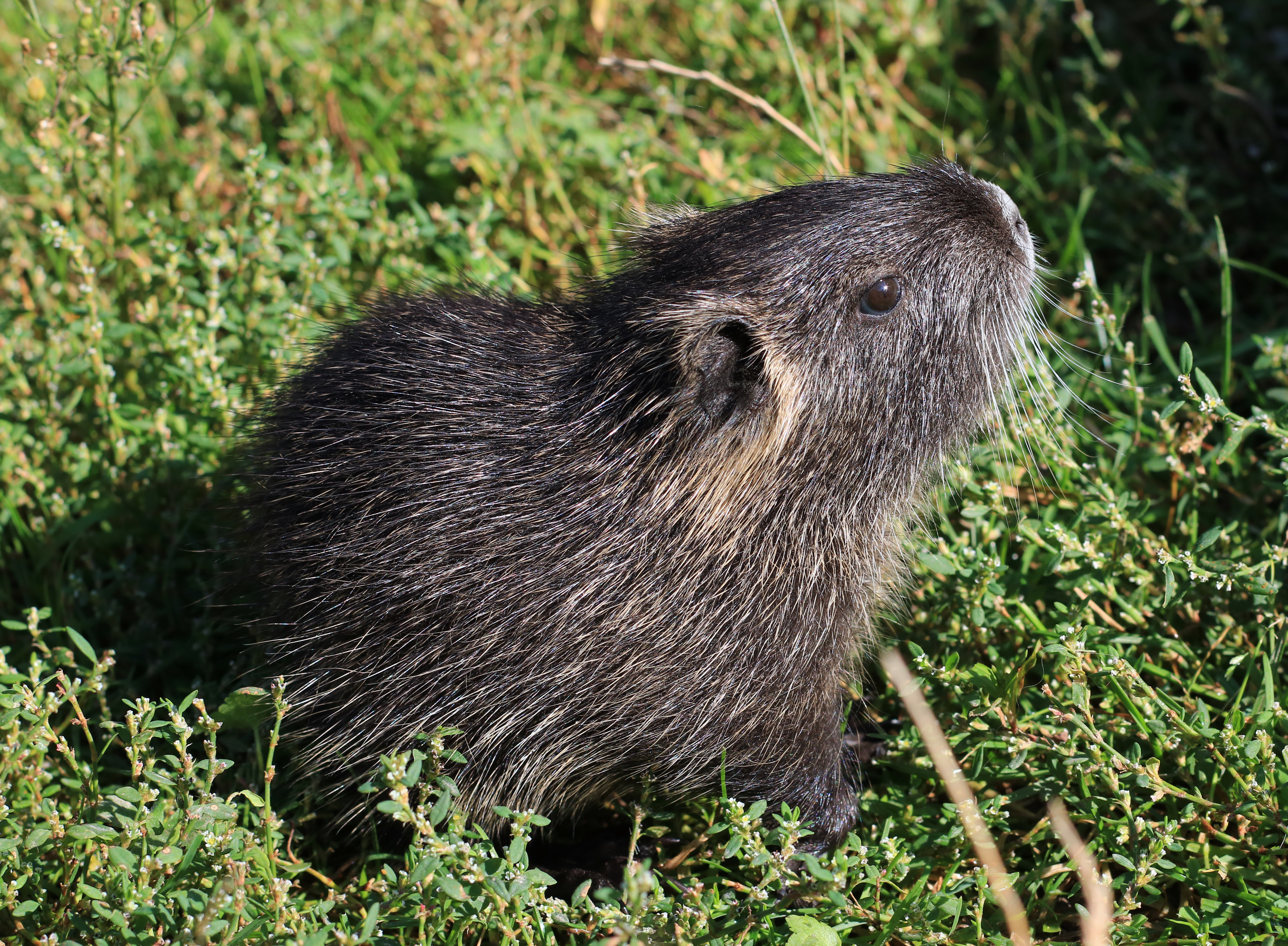
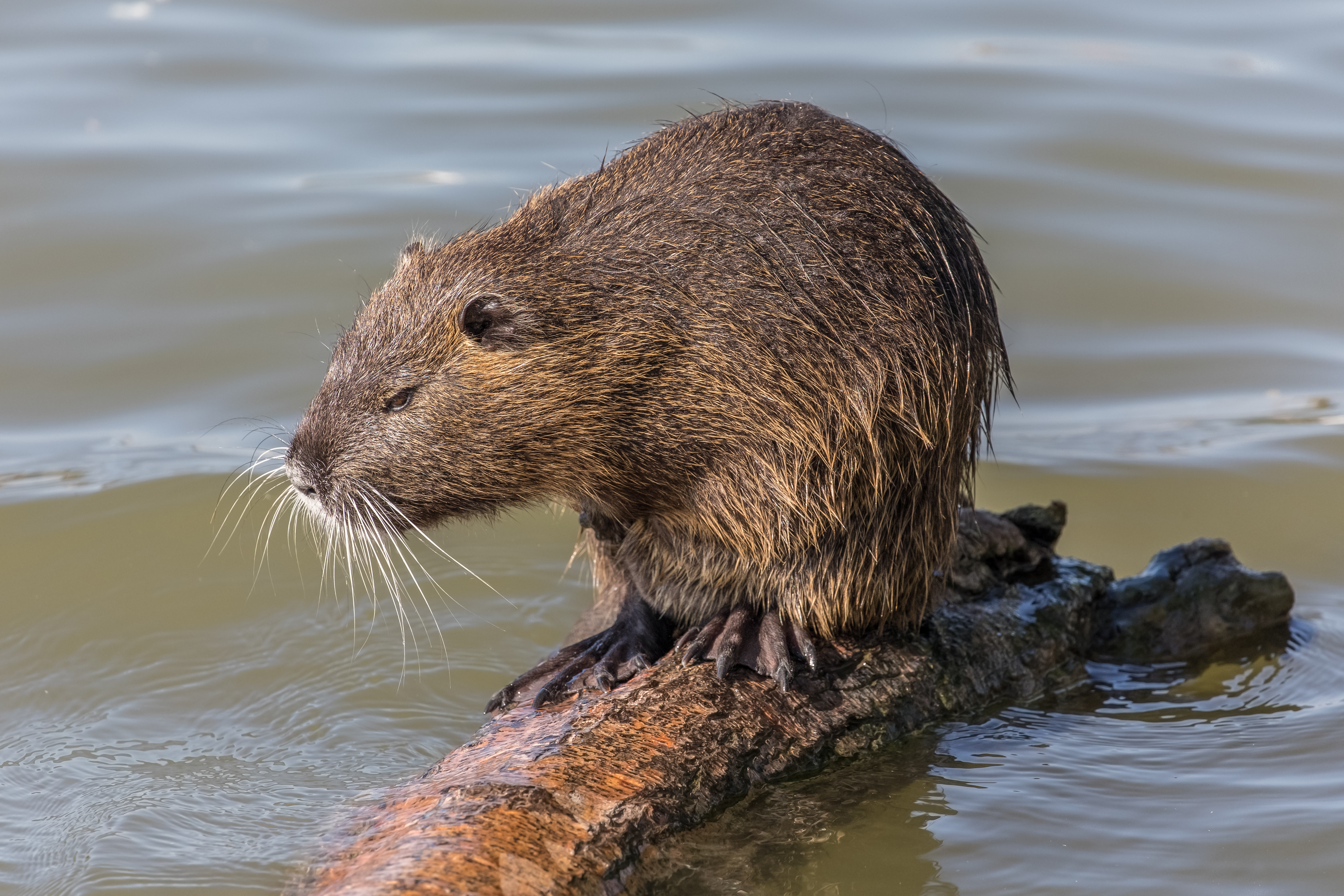

## كتابات أخرى
- Sandro Bertolino, Aurelio Perrone, and Laura Gola "Effectiveness of coypu control in small Italian wetland areas" Wildlife Society Bulletin Volume 33, Issue 2 (June 2005) pp. 714–72.
- Carter, Jacoby and Billy P. Leonard: "A Review of the Literature on the Worldwide Distribution, Spread of, and Efforts to Eradicate the Coypu (Myocastor coypus)" Wildlife Society Bulletin, Vol. 30, No. 1 (Spring, 2002), pp. 162–175.
- Carter, J., A.L. Foote, and L.A. Johnson-Randall. 1999. Modeling the effects of nutria (Myocastor coypus) on wetland loss. Wetlands 19(1):209-219
- Lauren E. Nolfo-Clements: Seasonal variations in habitat availability, habitat selection, and movement patterns of Myocastor coypus on a subtropical freshwater floating marsh. (Dissertation) جامعة تولين. New Orleans. 2006. ISBN 0-542-60916-9
- Sheffels, Trevor and Mark Systma. "Report on Nutria Management and Research in the Pacific Northwest" Center for Lakes and Reservoir Environmental Sciences and Resources, Portland State University. December 2007. Available on-line:  نسخة محفوظة 5 يونيو 2010 على موقع واي باك مشين.

## وصلات خارجية
- History, distribution and spread of coypu introductions worldwide; efforts to eradicate with links to other nutria sites
- The Effect of Nutria on Marsh Loss in the Lower Eastern Shore of Maryland undated USGS report
- Portland State University نسخة محفوظة 5 مايو 2010 على موقع واي باك مشين. Report on coypus in the Pacific Northwest of North America.
- Species Profile- Nutria (Myocastor coypus) نسخة محفوظة 25 يوليو 2013 على موقع واي باك مشين., National Invasive Species Information Center, United States National Agricultural Library. Lists general information and resources for Nutria.